# Trojúhelníková kompozice

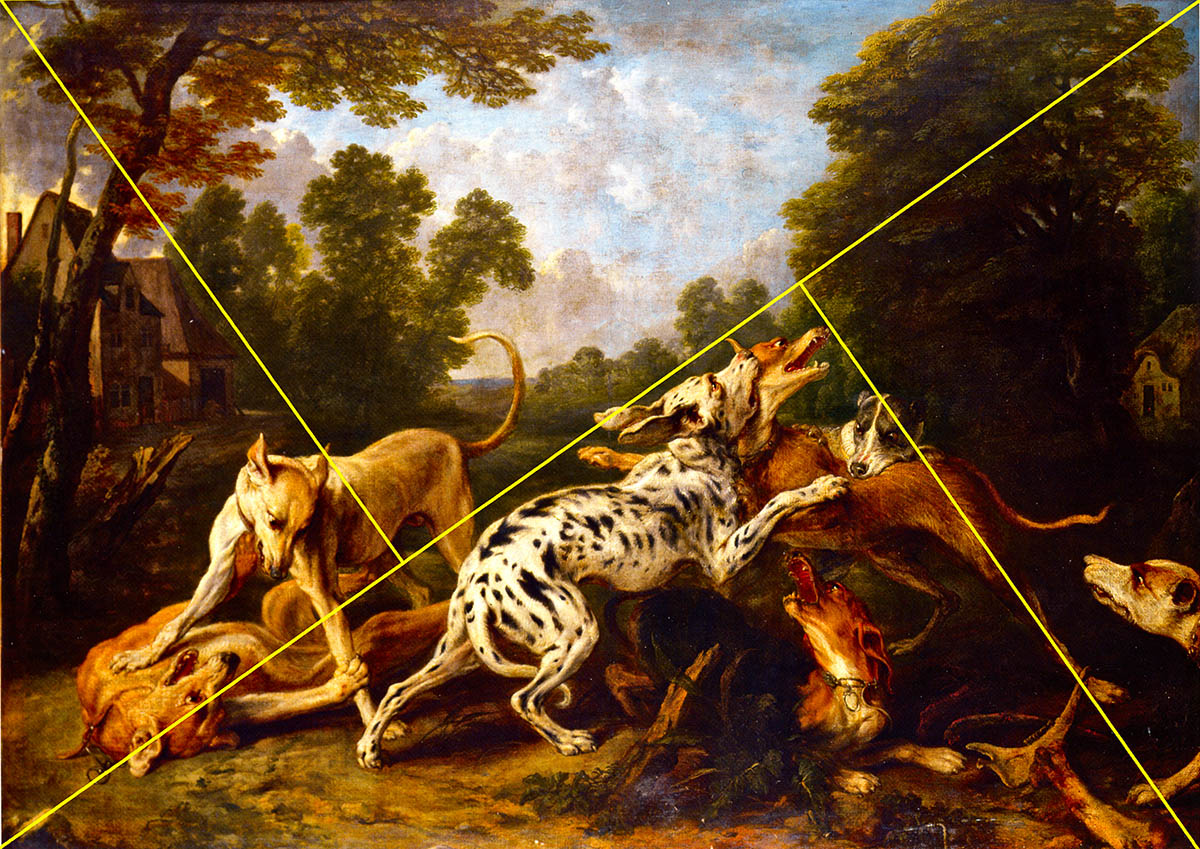
Příklad kompoziční metody zlatý trojúhelník na malbě. Kompoziční prvky spadají do trojúhelníků.

Pravidlo zlatý trojúhelník (nebo trojúhelníková kompozice) je pravidlo ve vizuální kompozici fotografií, malovaných obrazů nebo ve filmu, zejména u těch scén, které mají prvky sledující diagonální linie.

## Princip
Obraz je rozdělen na čtyři trojúhelníky dvou různých velikostí, a to nakreslením jedné úhlopříčky z jednoho rohu do druhého, a poté dvěma čarami z ostatních rohů, přičemž první linie se dotýkají v úhlu 90 stupňů. Existuje několik způsobů, jak to lze použít:
- Vyplnění jednoho z trojúhelníků subjektem[1]

- Umístění diagonálních prvků tak, aby probíhaly podél dvou čar[2]

Trojúhelníková kompozice byla známá zejména v renesančním malířství. Nejslavnější obraz spojován s tímto jevem je da Vinciho Poslední večeře.
Princip trojúhelníků se často využívá ve skupinových portrétech také ve fotografii:

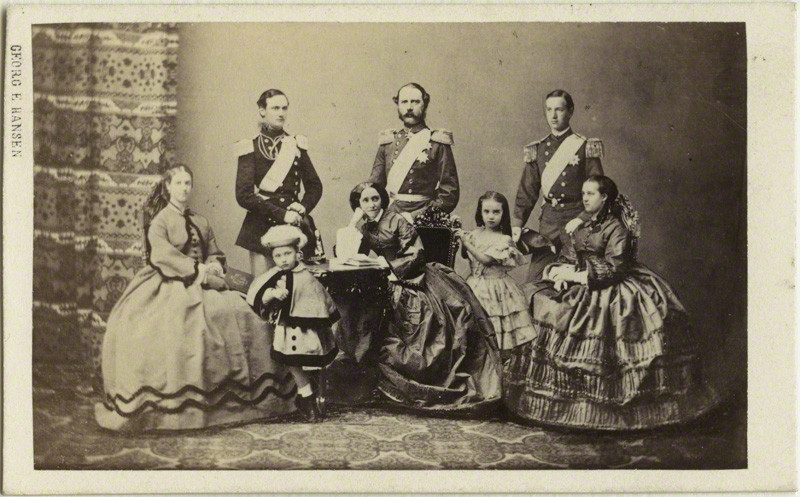
Georg Emil Hansen: Kristián IX. s rodinou, albuminová carte de visite, fotomontáž, 1862, 54 mm × 85 mm
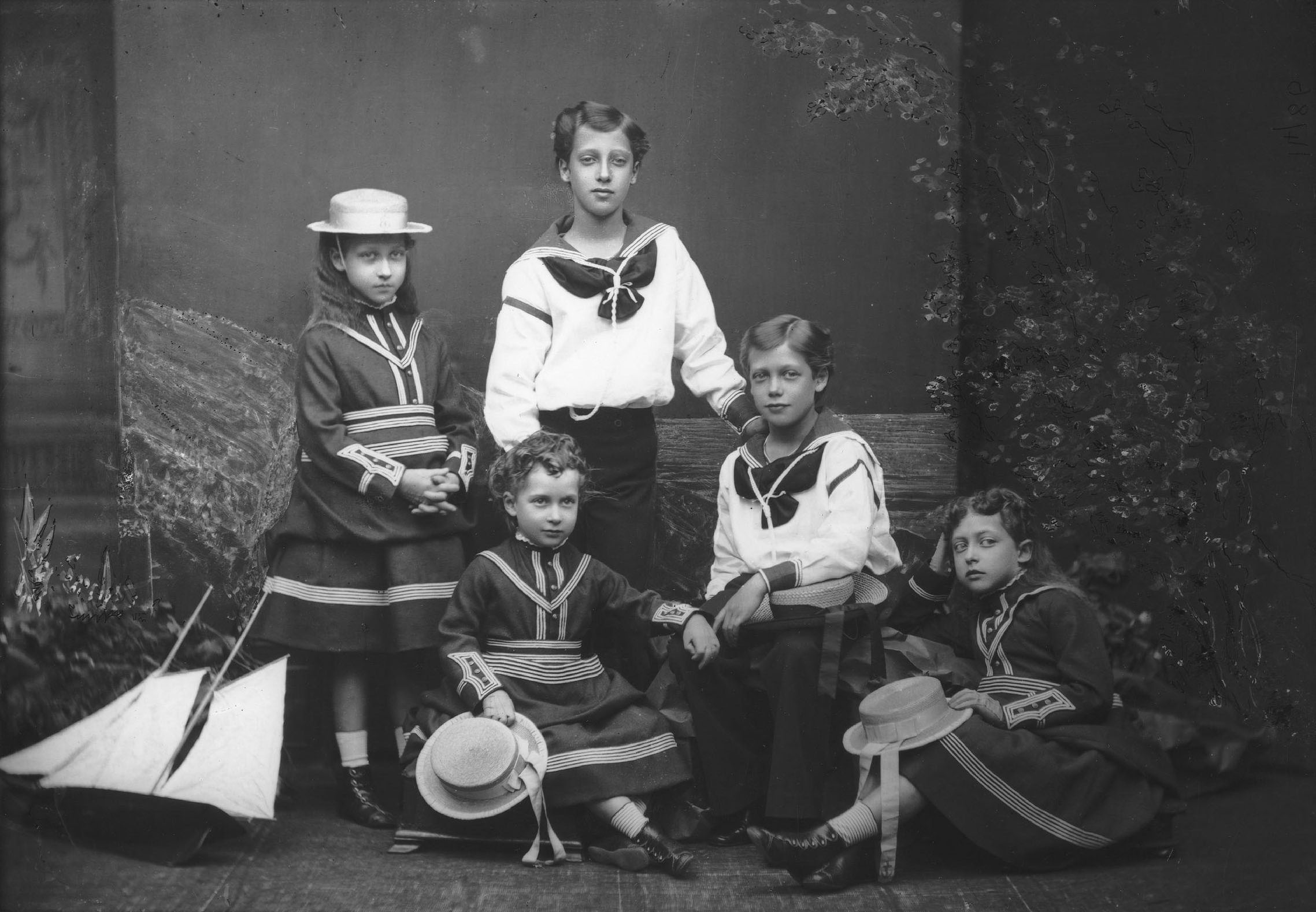
Alexander Bassano: Děti z královské rodiny
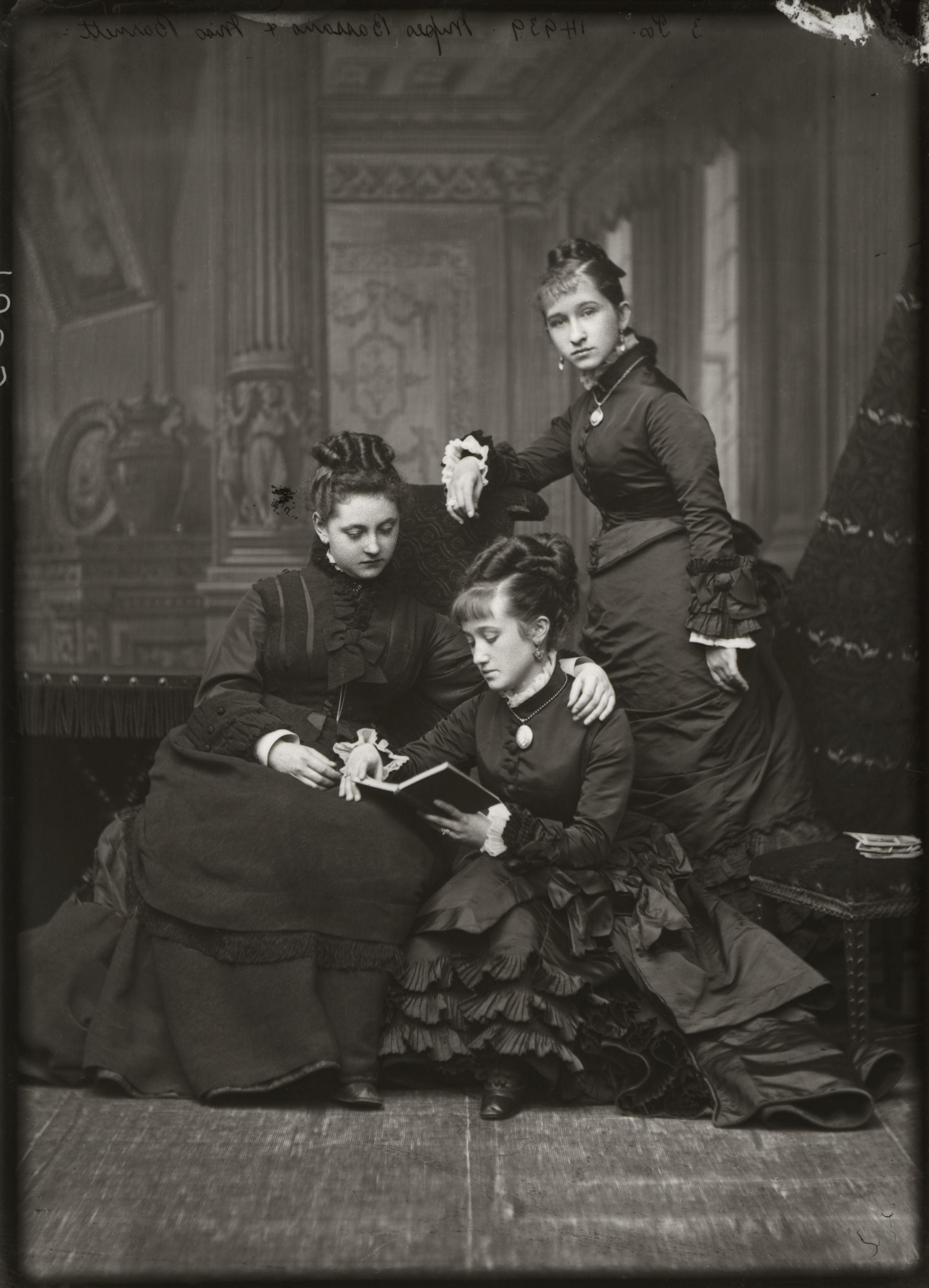
Alexander Bassano: Miss Barnett; Adelaide Fanny Louise Barber (née Bassano); Camilla Teresa Serjeant (née Bassano)

## Použití v softwaru
Photoshop má možnost umístit pomocné linky pro zlatý trojúhelník do nástroje pro oříznutí (v tomto případě se jednoduše nazývá „trojúhelník“). Tyto pomocné čáry lze vodorovně převrátit stisknutím klávesy shift-O nebo výběrem možnosti „Cycle Overlay Orientation“ z rozbalovací nabídky menu.